# IC 2032
IC 2032 — галактика типу IBm (змішана іррегулярна витягнута галактика) у сузір'ї Золота Риба.
Цей об'єкт міститься в оригінальній редакції індексного каталогу.